# 기네스

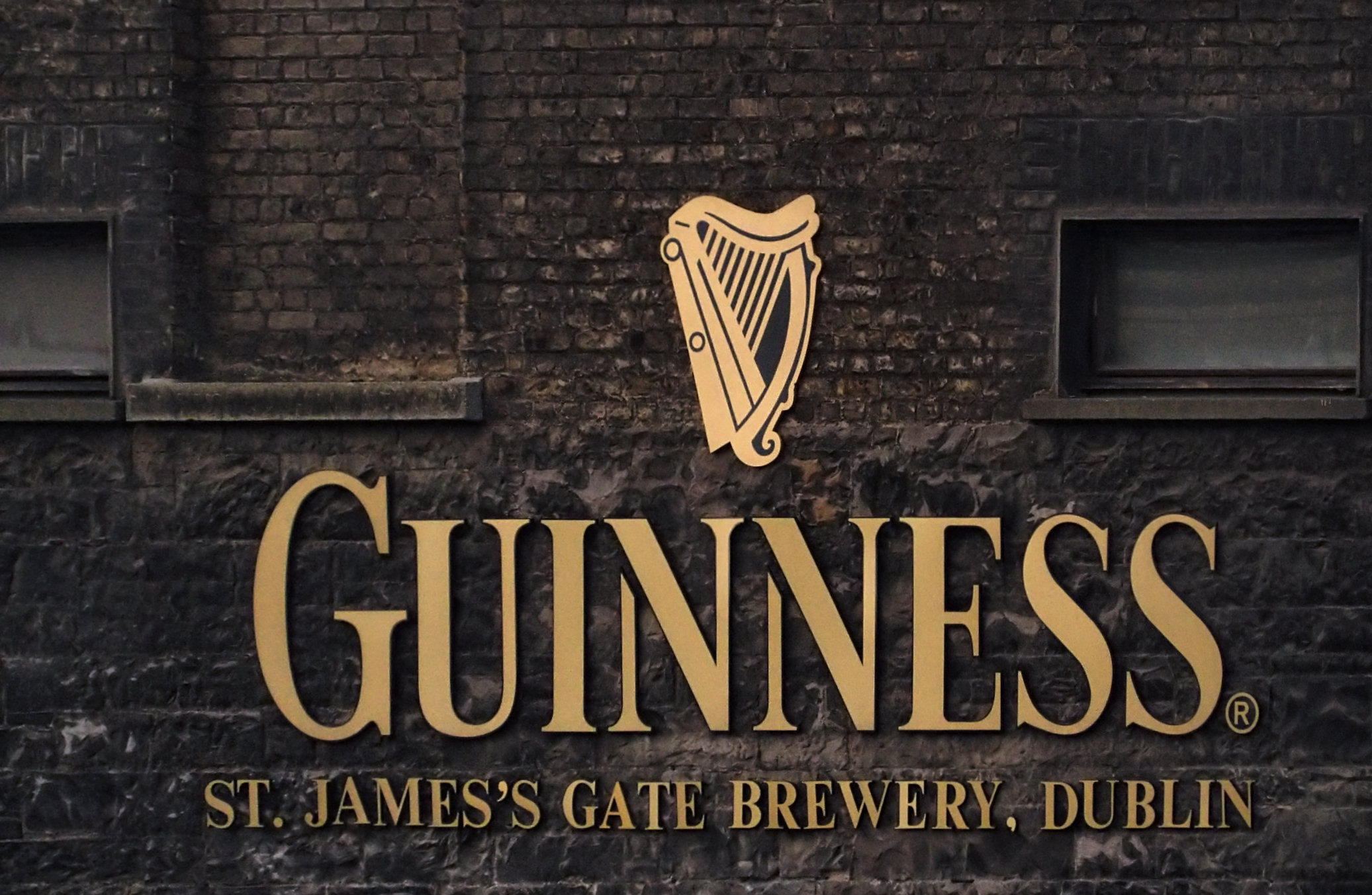
마켓 스트리트 입구의 표지판

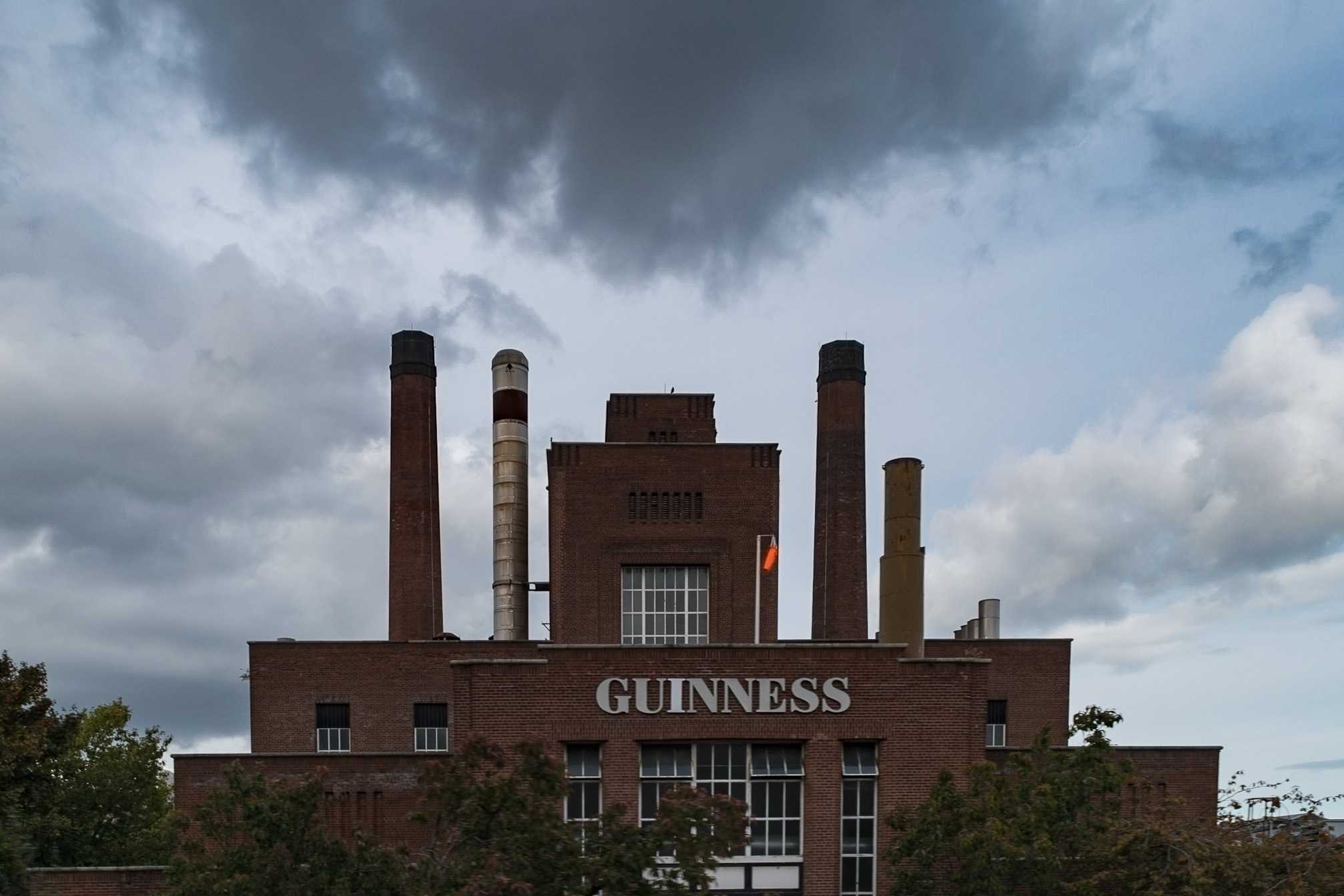
1759년 아서 기네스가 더블린시와 버려진 양조장 건물을 9000년간, 계약금 100파운드, 년 45파운드의 임대료, 물을 무상으로 9000년 동안 제공받는다는 조건으로 계약을 하며 창업했다.

기네스(영어: Guinness 기니스[ˈɡɪnɨs][*])는 더블린 소재의 St. James's Gate 양조장의 아서 기네스(1725~1803)로부터 유래한 아일랜드 흑맥주이다. 또한 세계적으로 가장 성공적인 맥주 브랜드 중 하나이다. 약 60개국에 양조장이 있으며, 120개국에서 판매되고 있다.
연간 총 판매량은 8억 5천만 리터이며 알코올 도수는 두 종류 모두 4.2%이다. 대한민국에서는 디아지오 코리아가 유통하고 있다.

## 119.5초의 미학
따르기 시작해서 탄탄하고 부드러운 거품의 완벽한 한 잔이 완성되는 시간을 기다리는 여유로운 마음을 기네스에서는 119.5초의 미학이라 한다.

## 참고 문헌
1. 1 2  “Famous Brewer Expands with National Launch of GUINNESS Black Lager ? NORWALK, Conn., Aug. 24, 2011 /PRNewswire/”. Connecticut, Ireland: Prnewswire.com. 2011년 12월 19일에 확인함.
2. ↑  “Why Guinness is less Irish than you think”. 《The Economist》. 2014년 3월 16일.